# Ghulam Ahmad Bilour
Haji Ghulam Ahmad Bilour (en ourdou : غلام احمد بلور) est un homme politique pakistanais, ancien ministre des Chemins de fer et membre du Parti national Awami. 
Il est notamment connu en dehors du Pakistan pour ses appels au meurtre de critiques de l'islam.

## Carrière politique
Ghulam Ahmad Bilour a rejoint le Parti national Awami dans les années 1970 et a depuis été élu plusieurs fois député à l'Assemblée nationale. Lors des élections législatives de 1990, il bat notamment Benazir Bhutto à Peshawar et devient ministre fédéral des chemins de fer. Il retrouve ce poste en 2008 dans le gouvernement du Parti du peuple pakistanais. 
Ahmad Bilour est largement battu par Imran Khan dans sa circonscription de Peshawar lors des élections législatives de 2013, par 62 % des voix contre 16,8 %. Bilour est cependant de nouveau élu député trois mois plus tard dans cette même circonscription lors d'élections partielles, Imran Khan ayant du libérer ce siège puisqu'il en avait gagné plusieurs. Bilour est de nouveau battu lors des élections de 2018 par un petit candidat du Mouvement du Pakistan pour la justice, par 54,6 % des voix contre 26,4 %.
Il annonce son retrait de la vie politique en août 2024.

## Appels aux meurtres
Le 22 septembre 2012, les médias ont annoncé que Bilour avait offert une récompense de 100 000 dollars US pour l'assassinat du réalisateur-producteur du film anti-islam L'Innocence des musulmans. Il aurait promis de payer la récompense pour ce « devoir sacré » de sa propre poche, et que les membres des Talibans et d'Al-Qaïda pourraient recevoir la récompense, ajoutant : « J'annonce également que si le gouvernement me livre cette personne, mon cœur dit que je le finirai de mes propres mains et ensuite ils peuvent me pendre ».
Son parti, le Parti national Awami (ANP), a affirmé à la BBC que « ceci était une déclaration personnelle, pas une politique du parti », mais a ajouté que le parti ne prendrait aucune action contre lui. Le Premier ministre pakistanais a affirmé que le gouvernement pakistanais rejetait les déclarations du ministre. Ses déclarations ont été condamnées par le gouvernement des États-Unis.
En réponse le Tehrik-e-Taliban Pakistan (TTP), principal mouvement taliban pakistanais, a annoncé à Associated Press qu'ils offraient à Bilour une « amnistie » parce que ses vues représentent « le véritable esprit de l'Islam ».
En février 2015, il a par ailleurs indiqué qu'il allait proposer 100 000 dollars aux héritiers des frères Kouachi, auteurs de l'Attentat contre Charlie Hebdo  qui a fait douze morts, dont une bonne partie de la rédaction, et d'Amedy Coulibaly, qui a tué une policière à Montrouge et auteur de la prise d'otages de l'épicerie casher de la porte de Vincennes ; il propose aussi une récompense de 200 000 dollars pour la mort de Riss, propriétaire de Charlie Hebdo.